# Otte Blom
Otte Pierre Nicolas „Otto” Blom (ur. 9 marca 1887 w Amsterdamie, zm. 22 lipca 1972 w Zeist) – holenderski tenisista, pięciokrotny mistrz kraju, uczestnik igrzysk olimpijskich.
W latach 1906–1912 zdobył pięciokrotnie mistrzostwo Holandii: trzykrotnie w grze singlowej mężczyzn (1909, 1910, 1911), dwukrotnie w grze deblowej mężczyzn (1909, 1912) oraz dwukrotnie w mikście (1906, 1911).
W latach 1909–1910 wystartował na Wimbledonie. W edycji z 1909 przegrał w pierwszej rundzie singla i debla, natomiast w kolejnym roku awansował do czwartej rundy gry pojedynczej i drugiej rundy gry podwójnej.
Uczestniczył w V Letnich Igrzyskach Olimpijskich w 1912 roku. Wystartował tam w grze pojedynczej na korcie otwartym. Odpadł w pierwszej rundzie turnieju, przegrywając z reprezentantem gospodarzy, Szwedem Gunnarem Setterwallem 0:3.